# Goldmark
Goldmark (în română: marcă-aur), oficial numit simplu Mark (în română: marcă), respectiv abreviat Mk sau ℳ, a fost moneda de cont utilizată în Imperiul German (al II-lea Reich), între 1873 și 1914. A înlocuit diverse monede locale (între care florinul (Guldenul) din Sud și Talerul din Nord) aflate în uz înainte de unificarea germană (1871).

## Istoric
Originea cuvântului Mark este unitatea de masă în vigoare încă din Evul Mediu carolingian. Era echivalentă cu 233,85 de grame. În 1566, la Leipzig, marca de Köln a servit la fondarea Talerului / Thalerului Sfântului Imperiu Romano-German. 
Înainte de crearea Goldmark, Prusia a dominat economic zona geografică situată aproximativ la nord de Imperiul Austro-Ungar.În urma diverselor reforme monetare și economice, inclusiv Zollverein, a fost adoptată o monedă convențională de schimb de bani derivată din Taler, Vereinthaler. Ea cântărea 16,70357 de grame.
Imperiul German a fost fondat în urma Războiului franco-prusac; Reichstagul Germaniei unificate a votat Legea monetară prusacă din 4 decembrie 1871, instaurând Marca drept monedă unică a Imperiului bazată pe un etalon-aur strict, apoi a creat, prin Legea monetară germană din 9 iulie 1873, Marca-aur ca monedă de cont și de rezervă, utilizând, mai întâi cele cinci miliarde de franci-aur vărsați cu titlul de despăgubiri de război de către Franța — care a lansat din nou un împrumut național pentru a-și onora scadențele —, apoi, începând din 1890 aurul extras din minele din Africa Germană de Sud-Vest și fără îndoială și din alte colonii germane africane pentru a mări masa monetară cu piese montare divizionare. 
Crearea acestei monede imperiale a condus în desuetudine particularismele monetare izvorâte din Kleinstaaterei german  (între altele florinul Germaniei de nord). Aceasta a provocat retragerea din circulație a unor enorme mase de monedă metalică; trebuia, pentru recuperarea metalelor prețioase din acești bani gheață, să se implementeze o industrie specifică. Astfel în 1873, vechiul atelier monetar din Frankfurt să se convertească într-o societate pe acțiuni: Degussa, care, de la crearea sa, a beneficiat de un privilegiu bancar care o autoriza să cumpere monede și să le topească pentru a extrage aurul și argintul din ele. În curând, societatea și-a extins activitatea de recuperare a metalelor prețioase din aliaje, bijuterii și alte obiecte prețioase (îndeosebi poleiala de pe cristaluri și ceramică).
Noua unitate de cont a adoptat sistemul zecimal: 1 Mark = 100 pf. Rata de conversie a fost fixată la 3 Mark pentru 1 Thaler / Taler.
În 1873, rata de conversie între Mark și aur a fost fixată la 0,358425 g de aur fin sau 5 g de argint fin pe unitate.
Piesa cu valoare nominală de 20 Mark din aur cântărește 7,9650 grame având titlul de 900/1000, adică 7,1685 grame de aur fin.
Din septembrie 1914, din cauza Primului Război Mondial, marca a încetat să fie convertibilă în aur și a fost înlocuită de Papiermark (marcă-hârtie) apoi, după multe vicisitudini financiare, de Reichsmark în 1924.

### Piese monetare metalice curente (1873-1914)
- Pfennig de bronz: 1, 2
- Pfennig de cupru-nichel: 5, 10
- Pfennig de nichel: 20, 25
- Pfennig de argint 20, 50
- Mark de argint: ½, 1, 2, 3, 5
- Mark de aur: 5, 10 et 20

Pe aversul pieselor cu o valoare nominală mai mare de 1 Mark, Institutul de Emisiune German a autorizat baterea unor portrete și titluri ale diferiților regi și prinți ai fostei Confederații Germanice

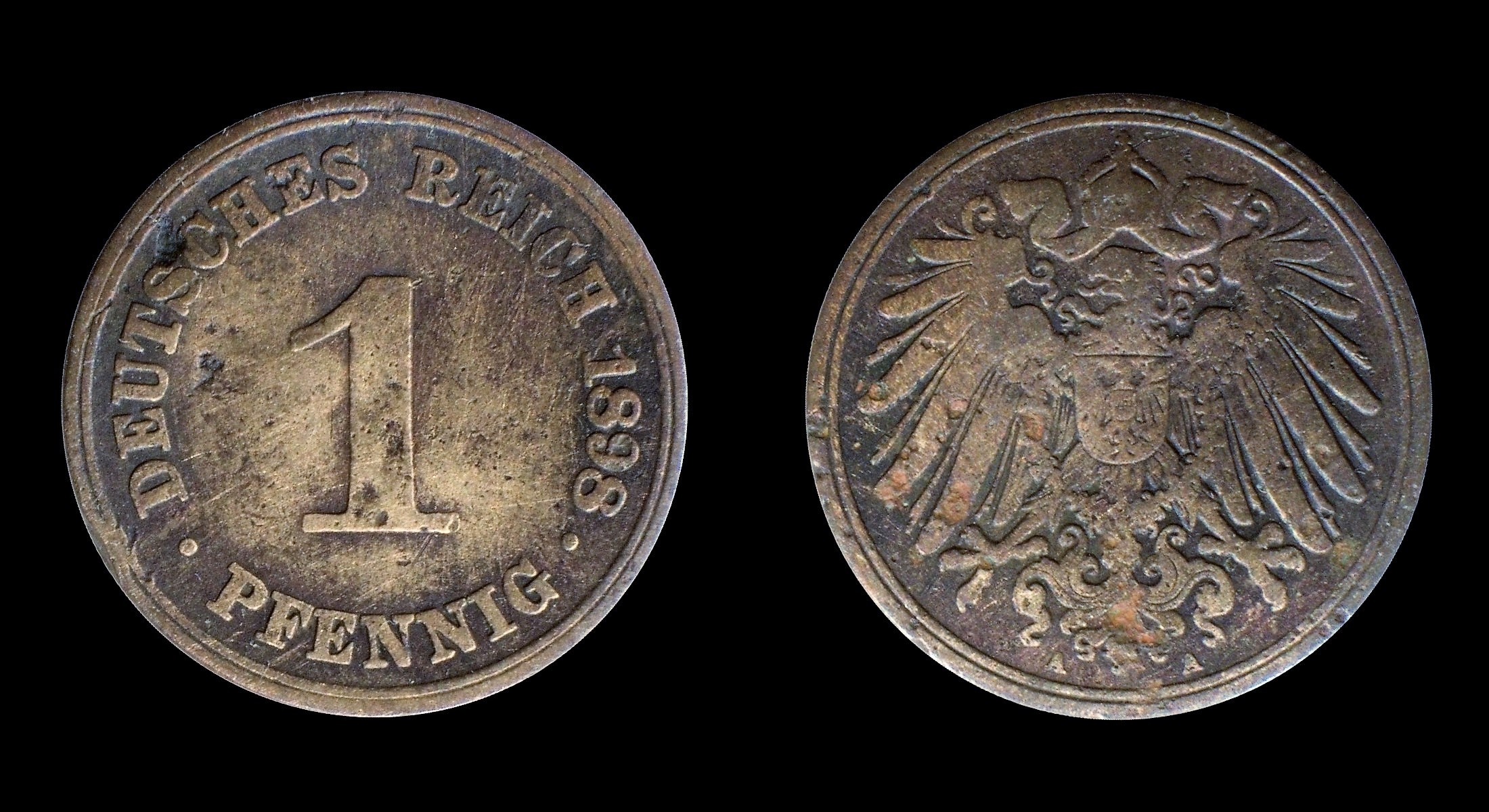
1 Pfennig de bronz (1898).
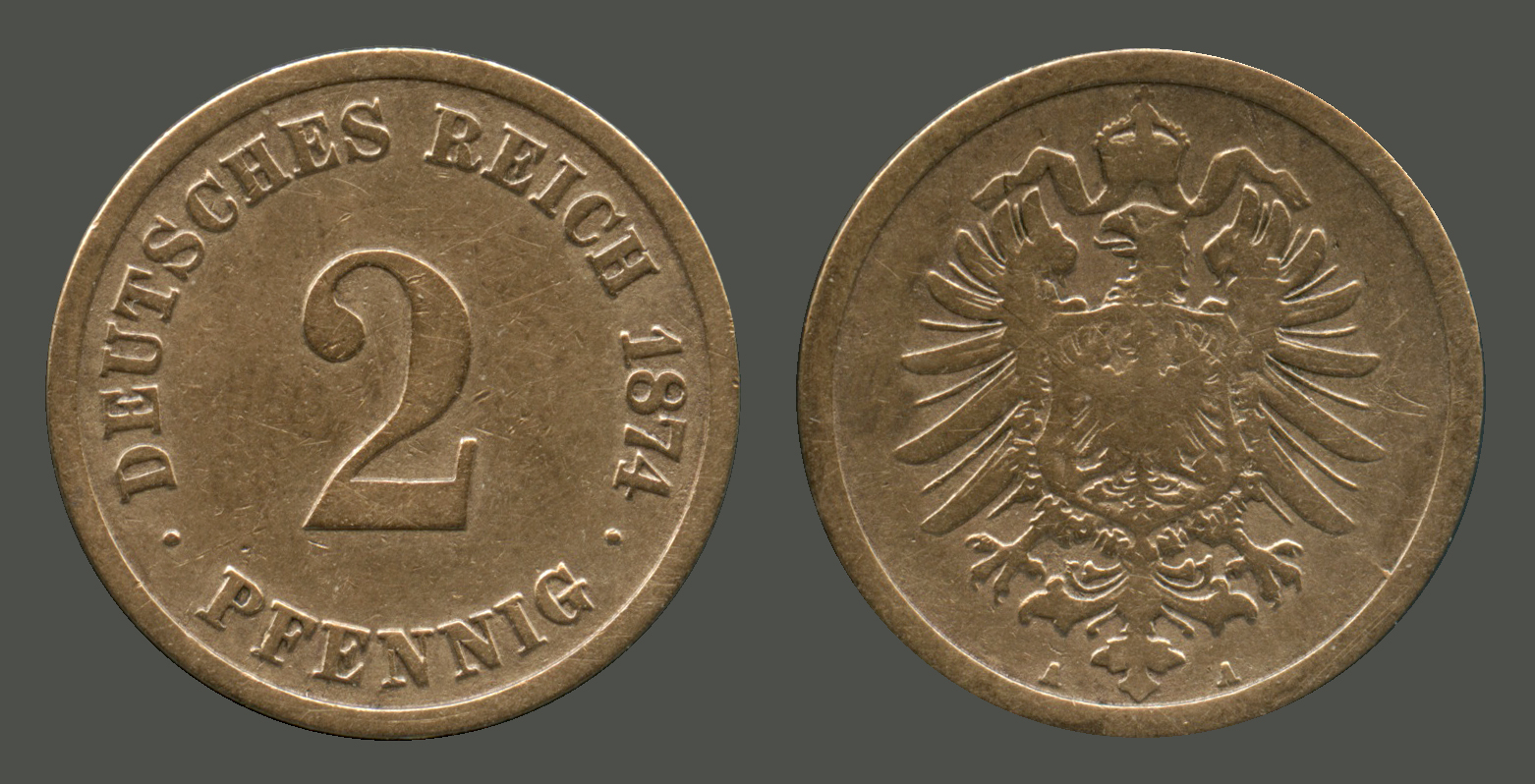
2 pfennigi de bronz (1874).
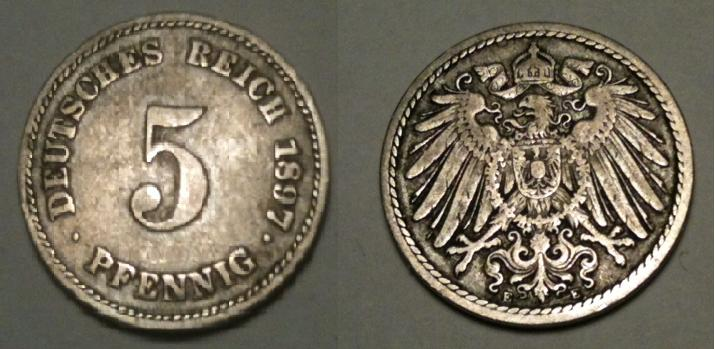
5 pfennigi de cupru-nichel (1897).
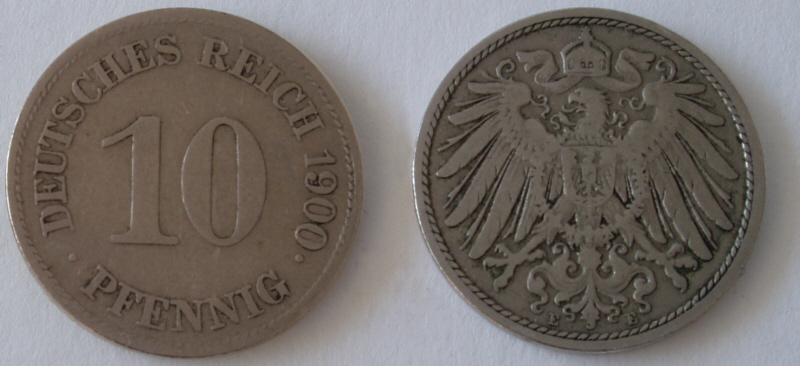
10 pfennigi de cupru-nichel (1900).
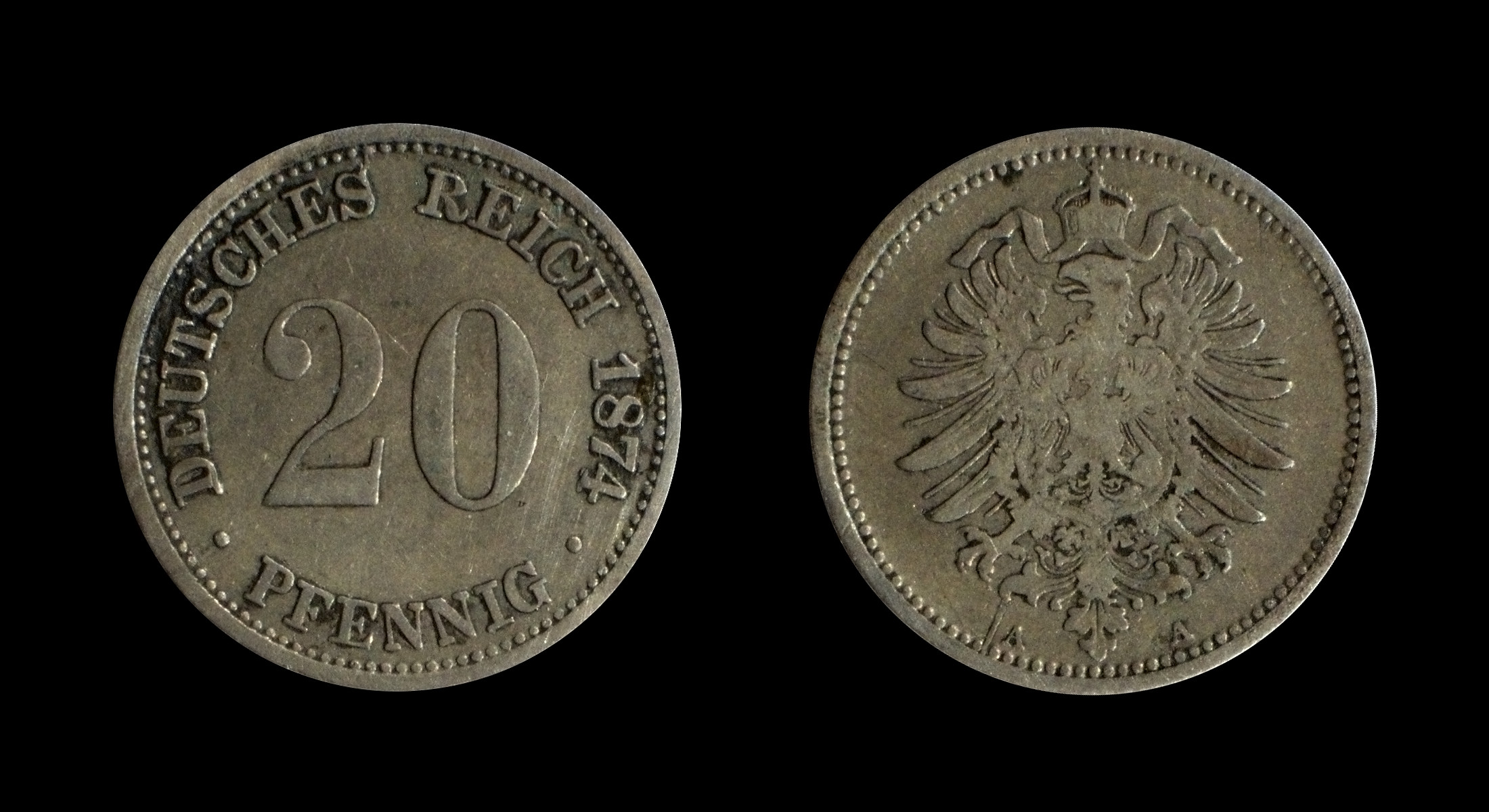
20 pfennigi de nichel (1874).
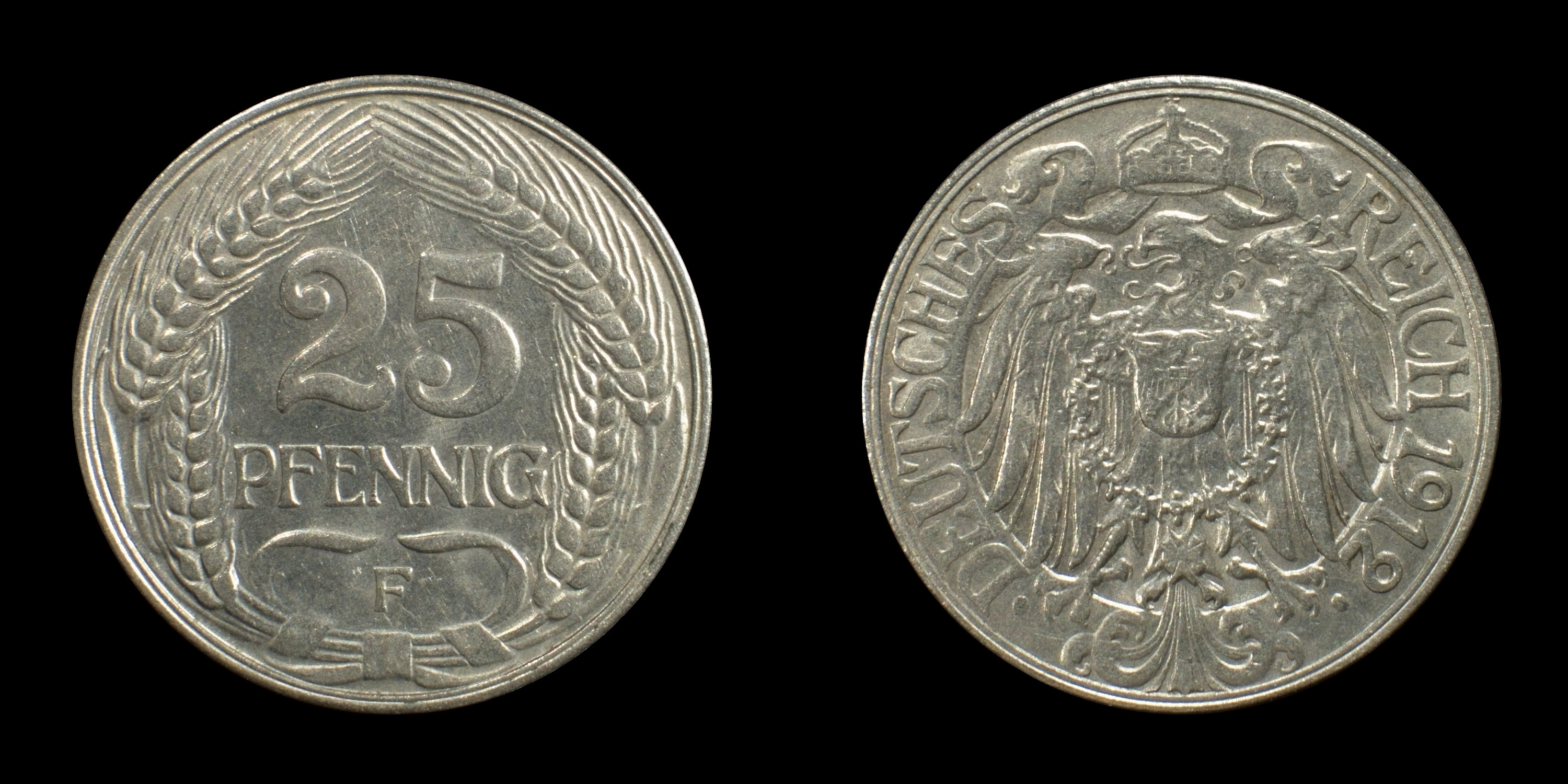
25 pfennigi de nichel (1912).
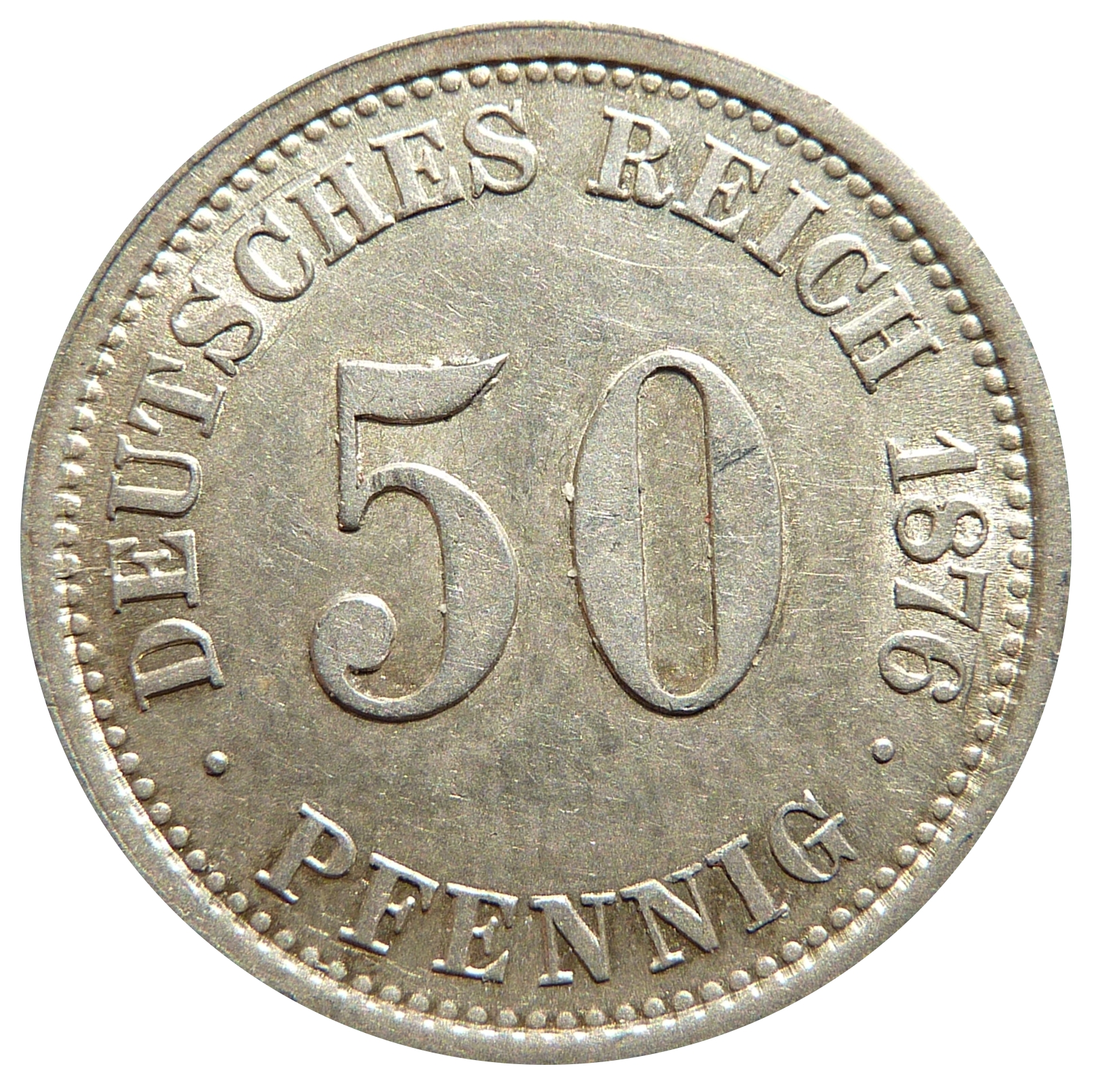
50 pfennigi de argint (1876).
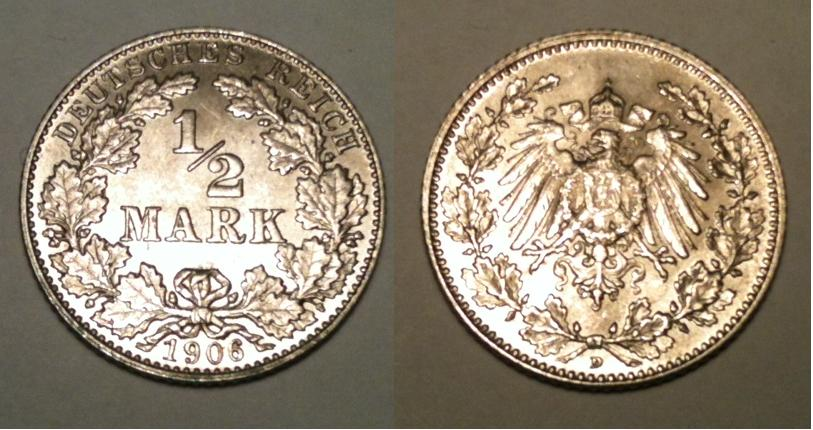
½ Mark de argint (1906).
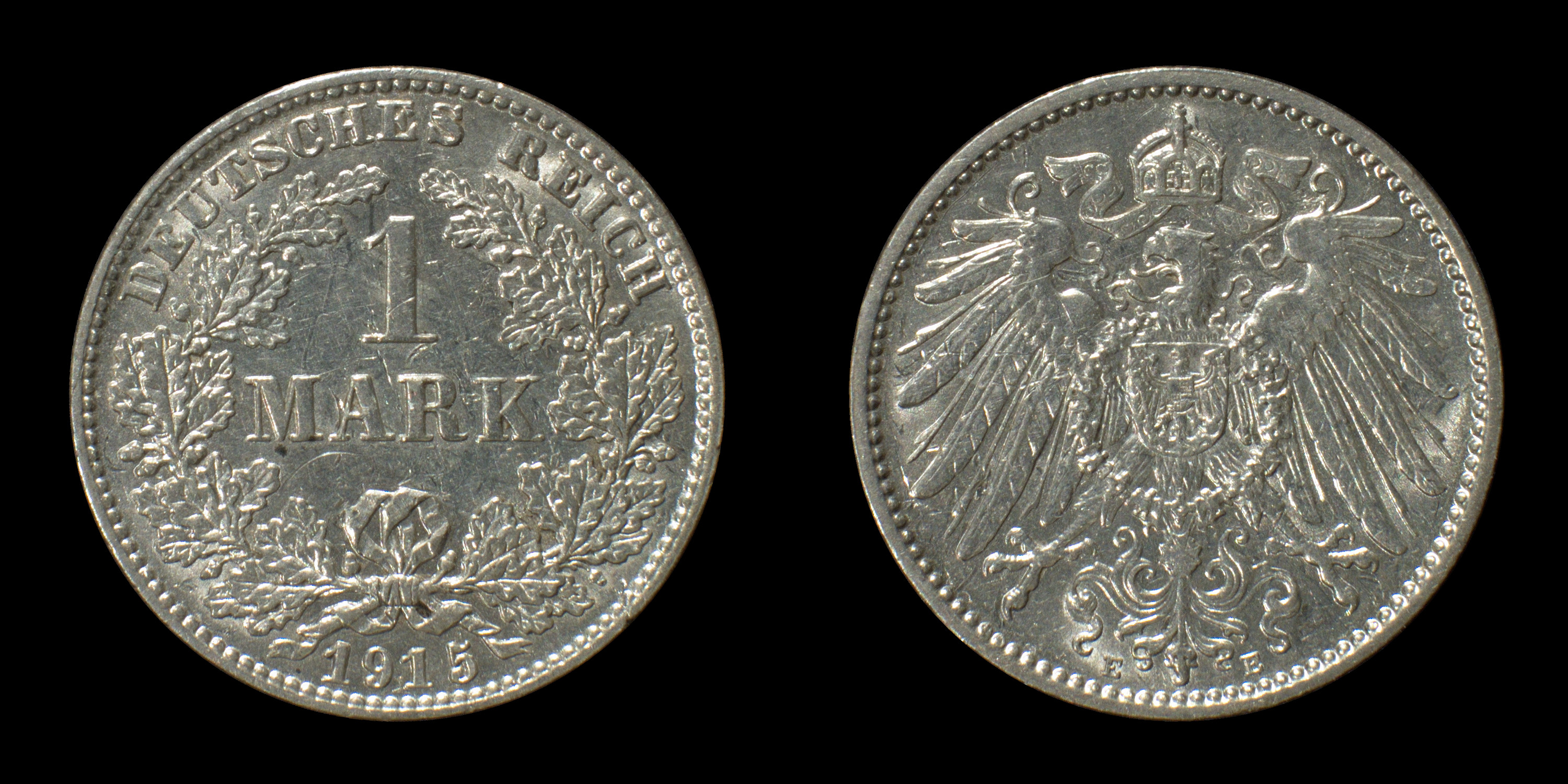
1 Mark de argint (1915).
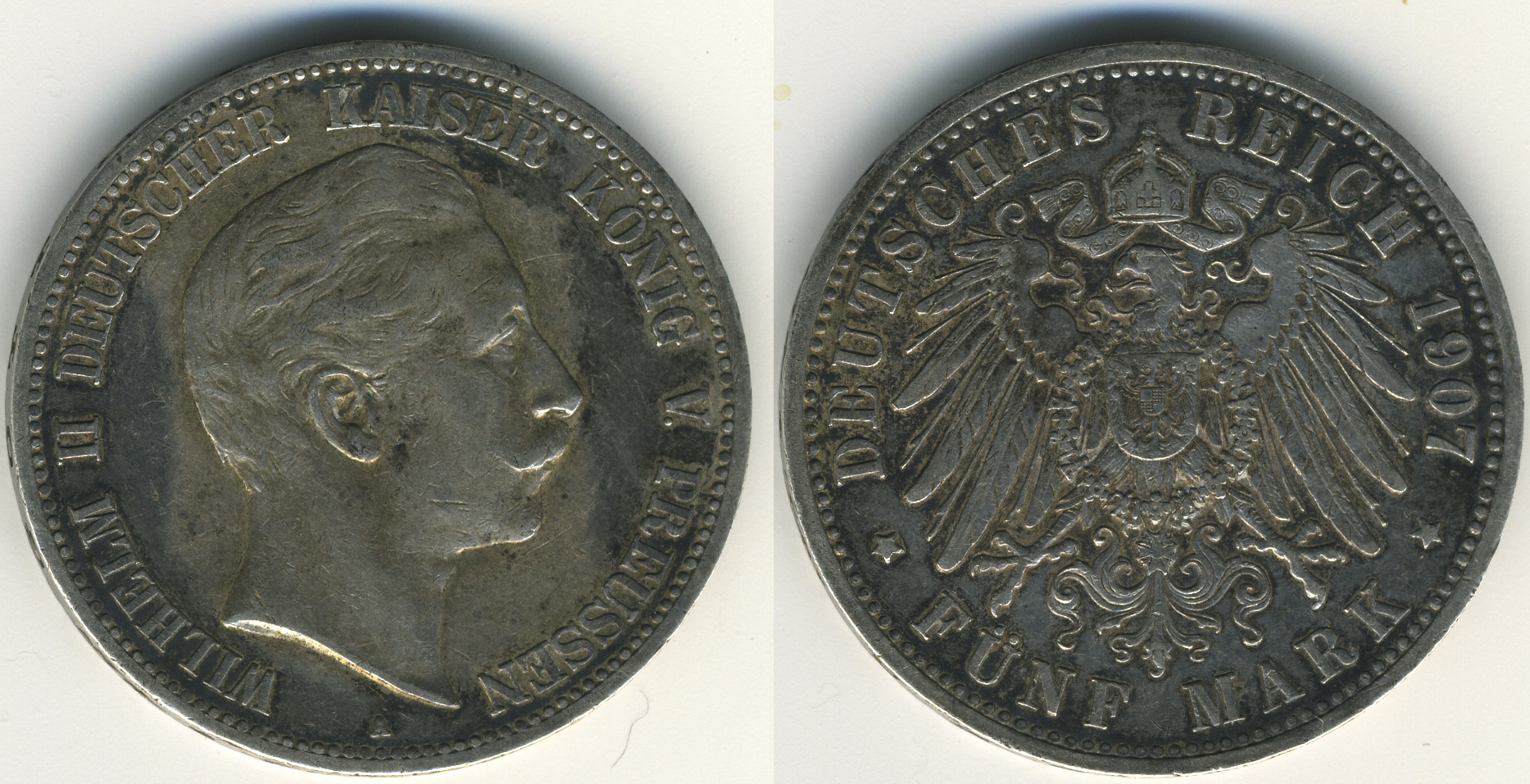
5 mărci de argint; efigia kaiserului Wilhelm al II-lea, totodată rege al Prusiei (1907).
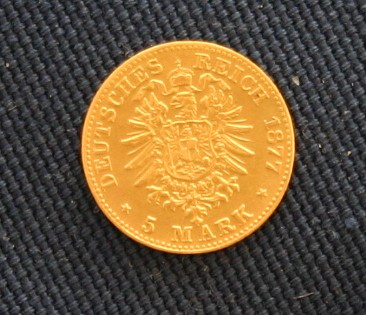
5 mări de aur (1877).
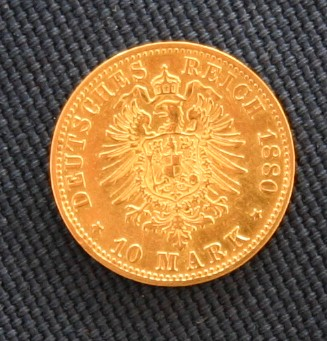
10 mărci de aur or (1880); pe revers: efigia lui Wilhelm I al Prusiei.
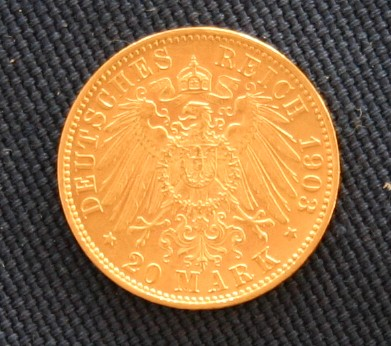
20 mărci de aur (1903); pe revers efigia lui Georg de Saxonia.

### Bancnote
Una dintre dispozițiile legii monetare din 1873 a dispus retragerea de la începutul anului 1876 a banilor de hârtie emiși de guvernele statelor federate din Reich, precum și toate bancnotele exprimate în vechile unități de cont. Doar bancnotele exprimate în mărci sunt de acum autorizate.
Instituită în 1875, Reichsbank nu avea monopolul creării bancnotelor și, spre deosebire de Banque de France sau Banca Națională a României, tolera emiterea de bancnote (Notenbanken) în patru instituții regionale care și-au păstrat privilegiile de emisiune. Aceste regiuni sunt Marele Ducat de Baden, Regatul Bavariei, Regatul Saxoniei și Regatul Württemberg.
Statul german a început emisiunea de cupiuri prin Reichskassenschein (bancnote garantate de Trezorerie) denumite ulterior Darlehnskassenschein (bancnote emise de „Casa de Împrumut [de război]” sau „Fonduri alimentate prin împrumut de război”, începând din august 1914. Reichskassenschein a fost abilitată să emită cupiurui cu valori nominale mici. Această situație a fost judecată ca fiind extrem de complexă până în 1910. Reichskassenschein avea misiunea să administreze datoria tuturor statelor germane înainte de unificarea din 1871, printr-un organism denumit Reichsschuldenverwaltung. Verificarea și încheierea conturilor s-au încheiat în jurul anului 1900 înainte de a deveni din nou o prioritate națională în august 1914.

#### Emisiuni ale Reichskassenschein

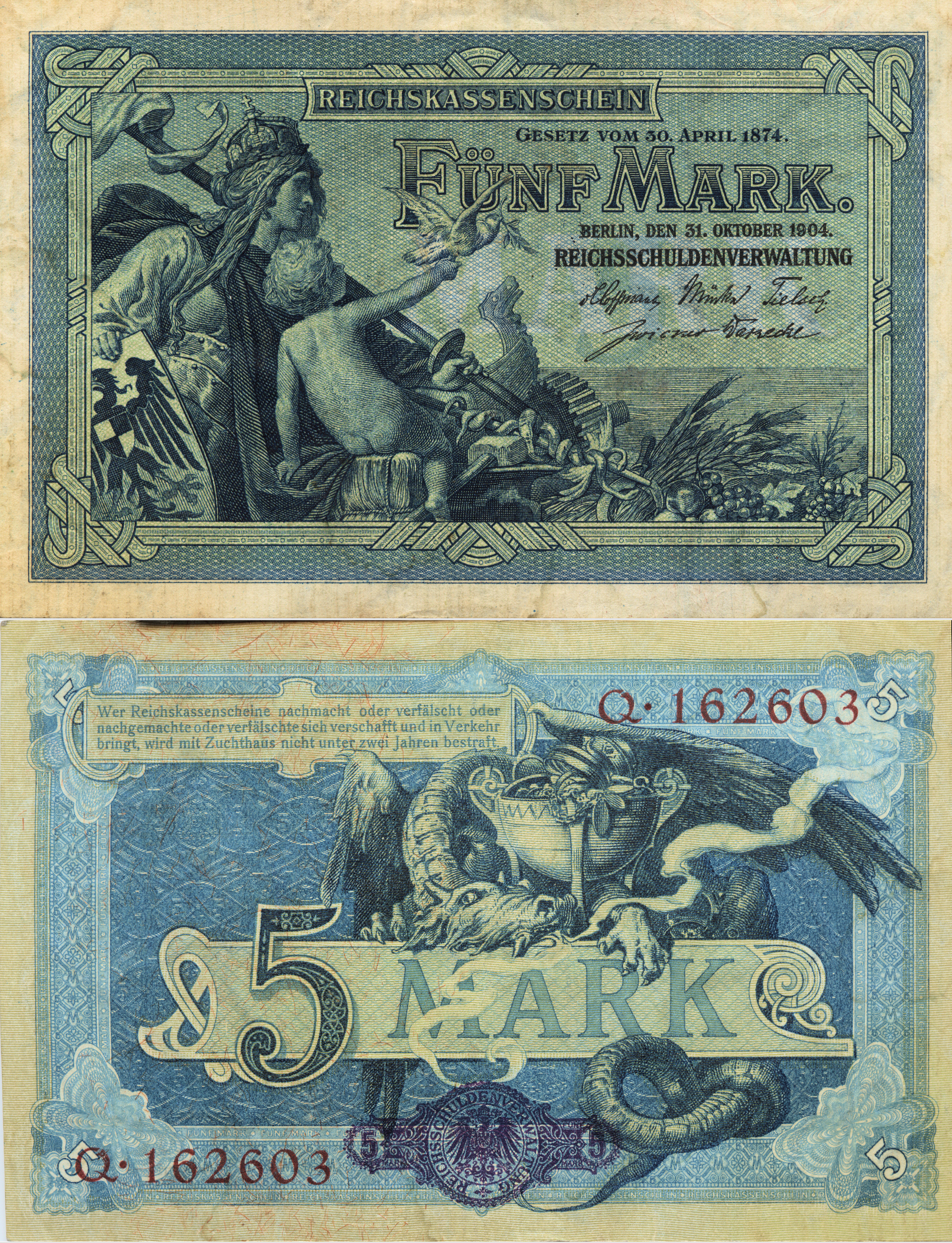
5 mărci (1874).
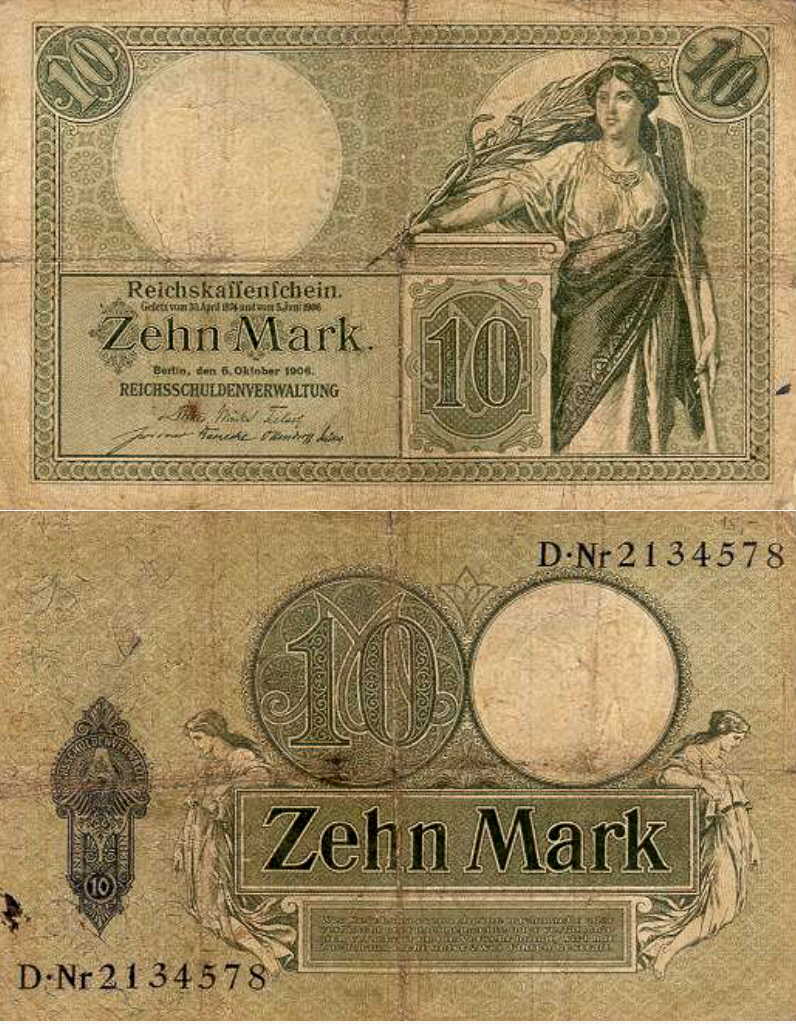
10 mărci (1906).

Reichsbank a emis, de asemenea, din 1908 cupiuri garantate în special prin numerarul său de aur, cu valori nominale de 20, 100 și 1000 de mărci (denumite Reichsbanknoten: „bancnote Reichsbank”).

#### Emisiuni ale Reichbank (1908-1914)

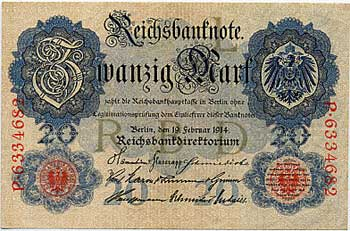
20 de mărci (februarie 1914, recto).
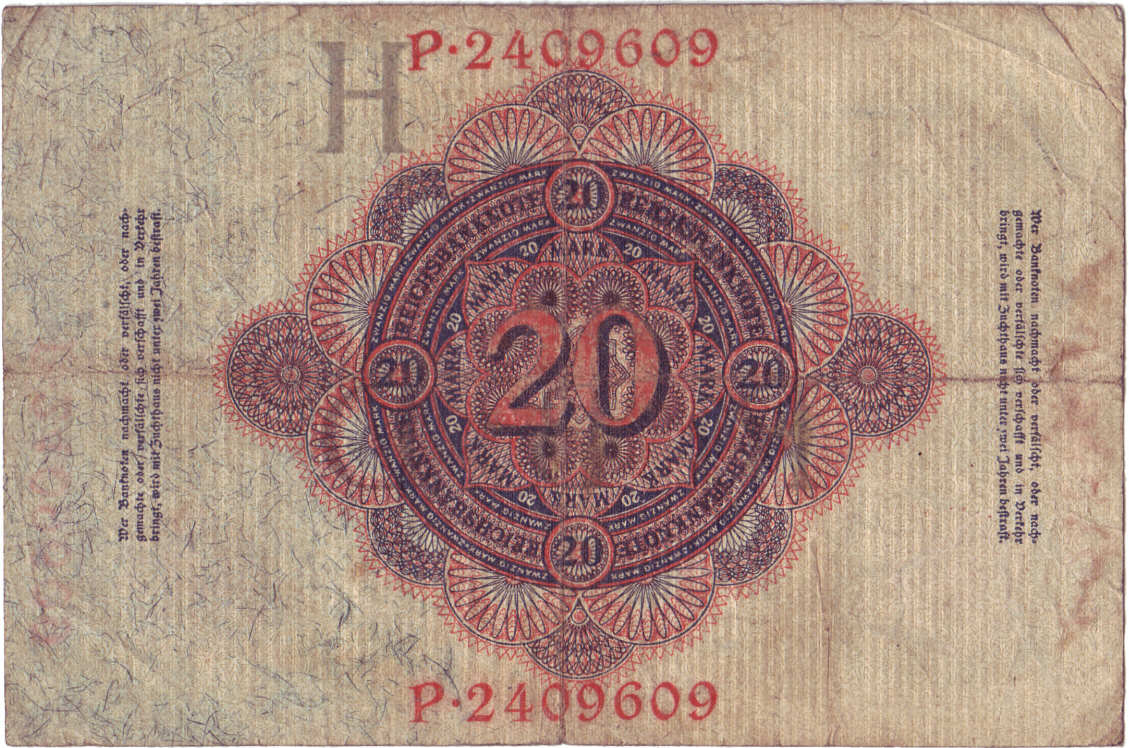
20 de mărci (verso).
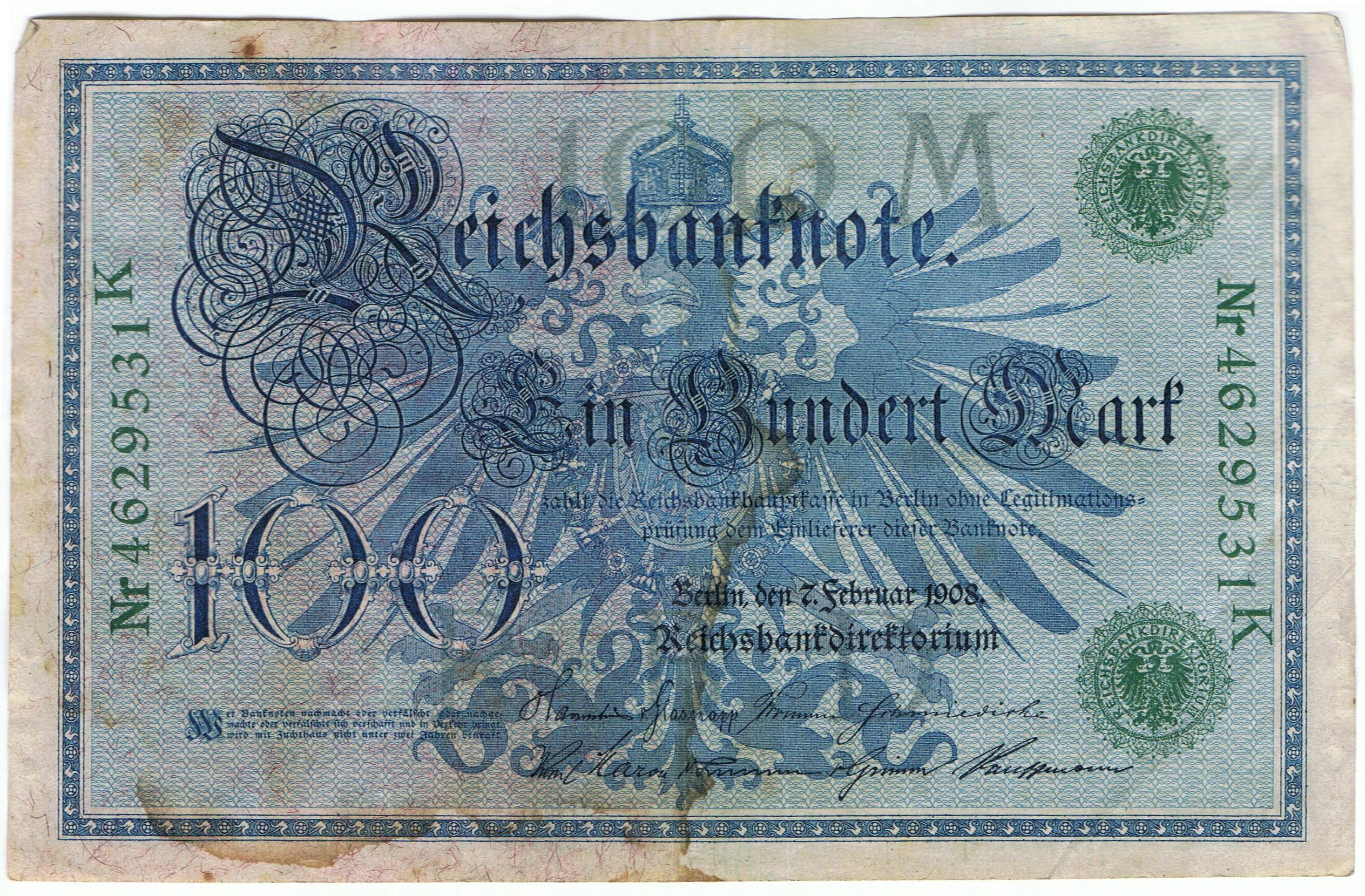
100 de mărci tip 1908 (recto).
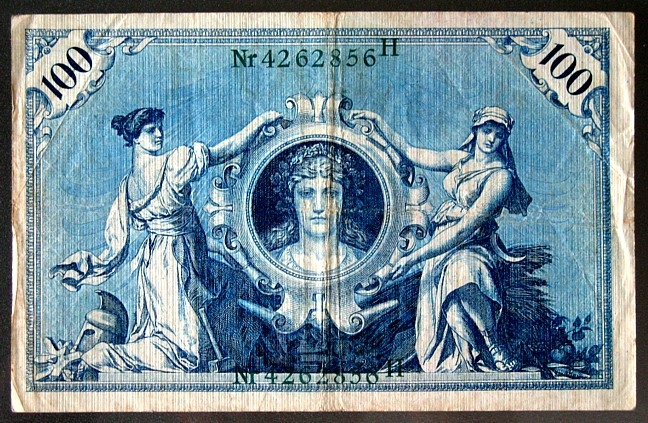
100 de mărci tip 1908 (verso).
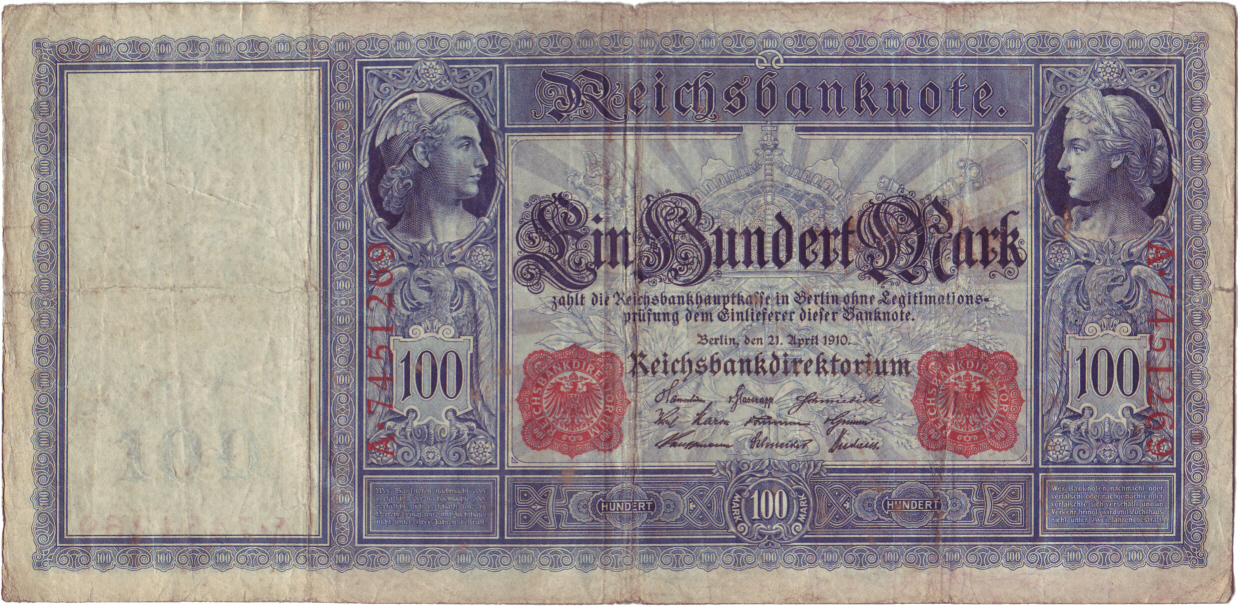
100 de mărci (tip 1910, recto).
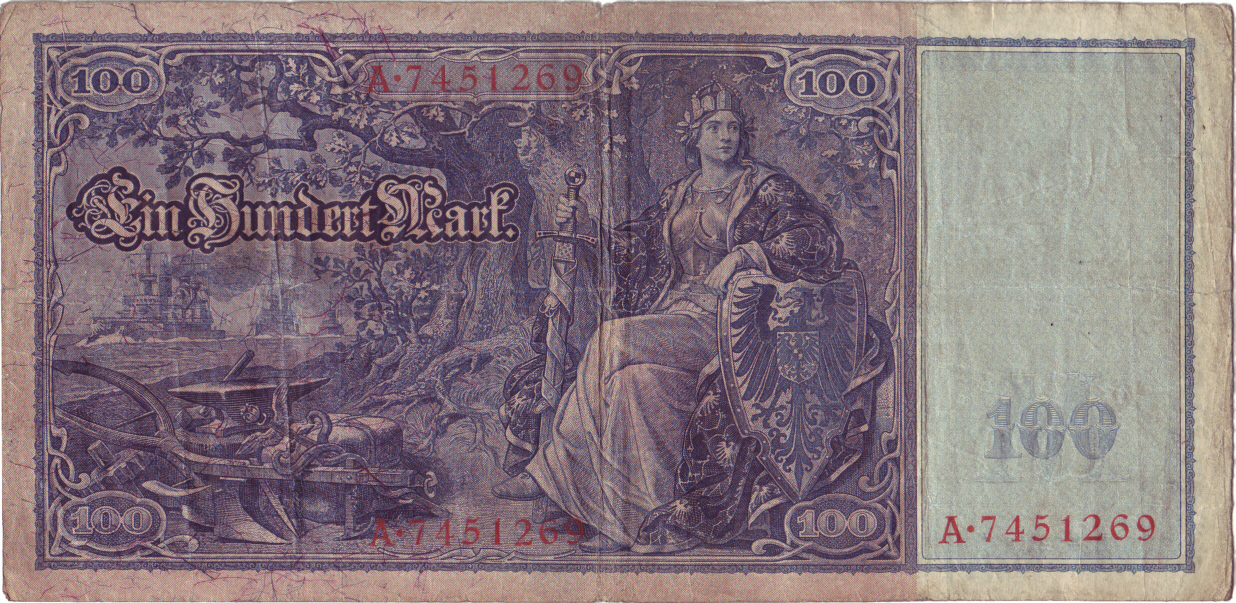
100 de mărci (tip 1910, verso).
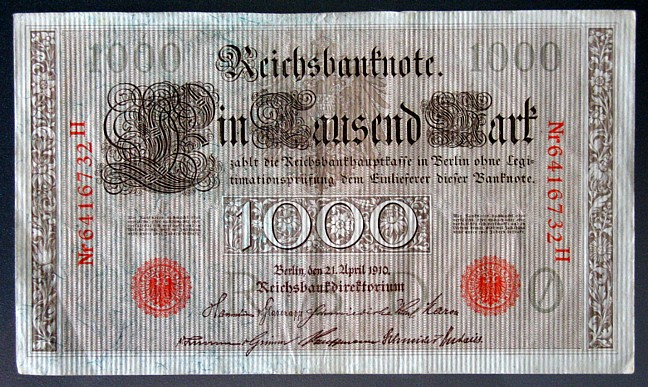
1.000 de mărci (1910, recto).
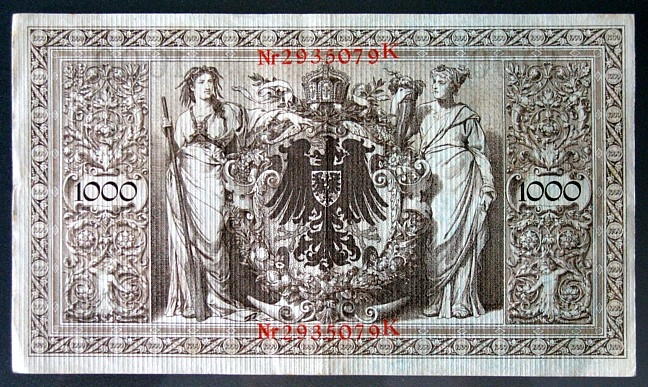
1.000 de mărci (verso).